# David Cork
David Cork (Doncaster, 28 aprile 1962) è un ex calciatore inglese, di ruolo centrocampista.

## Carriera
Nel 1980 esordisce tra i professionisti giocando in prestito negli svedesi del GAIS, con cui disputa 6 partite nella seconda divisione locale; fa quindi ritorno all'Arsenal, club in cui già aveva giocato a livello giovanile dal 1978 al 1980, e con cui rimane in rosa nella prima squadra fino al termine della stagione 1983-1984; gioca la sua prima partita nella prima divisione inglese solamente nel 1983, disputando da titolare la partita del 17 dicembre 1983 vinta per 3-1 in casa contro il Watford. Nel corso della stagione gioca poi ulteriori 6 partite di campionato, mettendo anche a segno una rete.
Nel 1985 si accasa all'Huddersfield Town, club di seconda divisione, dove rimane fino al termine della stagione 1987-1988: nell'arco di questo triennio gioca stabilmente da titolare, totalizzando complessivamente 110 presenze e 25 reti nel campionato cadetto; nella stagione 1988-1989 passa invece in prestito prima al West Bromwich (4 presenze in seconda divisione) e poi allo Scunthorpe Utd, club di quarta divisione, da cui viene poi acquistato a titolo definitivo e con cui disputa 15 partite di campionato. Nella seconda parte della stagione 1989-1990 viene tesserato dai semiprofessionisti del Darlington, con cui vince la Football Conference e, da neopromosso, la Fourth Division 1990-1991. Rimane al club anche nella prima parte della stagione 1991-1992, in terza divisione; viene quindi ceduto a campionato in corso ai semiprofessionisti del Boston Utd, con cui gioca 6 partite ed a fine stagione si ritira.

## Palmarès

### Club

#### Competizioni nazionali
- Campionato inglese di quarta divisione: 1

Darlington: 1990-1991
- Conference League: 1

Darlington: 1989-1990